# Lille Christina
|  | Denne artikel er oprettet af botten Steenthbot ud fra en ekstern database. Den kan derfor have sproglige fejl eller mangler. Denne skabelon kan fjernes efter kontrol af indholdet. |

Lille Christina er en dansk kortfilm fra 2021 instrueret af Arthur Thorlak Delay.

## Handling
Christina (24) rejser tilbage i tiden for at ændre sit 6-årige jeg, Lille Christina. Men noget går galt, og Lille Christina ender i år 2021. Inden hun kan sende hende hjem, er Christina tvunget til at se sine barndomstraumer i øjnene.

## Medvirkende
- Laura Skjoldborg, Christina
- Villje Katring-Rasmussen, Lille Christina
- Amalie Drud Abildgaard, Pil
- Christine Exner, Karoline
- Morten Lorentzen, Mand i barndomshjem